# Daughter of Dawn
Daughter of Dawn er en amerikansk stumfilm fra 1920 af Norbert A. Myles.